# Phillip Gaimon
Phillip "Phil" Gaimon, né le 28 janvier 1986 à Columbus dans l'Ohio, est un coureur cycliste américain, professionnel entre 2006 et 2016.

## Biographie

### Carrière de coureur
Phillip Gaimon commence à pratiquer le cyclisme lors de sa dernière année en high school afin de perdre du poids. Arrivé au college, il s'inscrit au club cycliste de son établissement. Il progresse rapidement et a une première expérience du cyclisme professionnel au sein de l'équipe continentale américaine VMG Racing, qu'il intègre en octobre 2006. En 2007, VMG Racing s'associe avec USA Cycling et devient l'équipe dans laquelle courent les membres de la sélection nationale des moins de 23 ans. Gaimon n'y est pas conservé. En 2007, il court pour Sakonnet, équipe pour moins de 25 ans basée à New York, et en 2008 pour Fiordifrutta, équipe amateur de Nouvelle-Angleterre. Il remporte le Mount Washington Hillclimb en 2008.
Repéré par Danny Van Haute, il est recruté par celui-ci en 2009 dans l'équipe continentale Jelly Belly. Il remporte une étape de la San Dimas Stage Race et à nouveau le Mount Washington Hillclimb. Après avoir décliné une offre de Jelly Belly pour 2010, il est appelé par Frankie Andreu qui l'engage dans son équipe continentale Kenda-Gear Grinder. Il est cette année-là deuxième du Tour de Taïwan et du Tour de Toona. En début de saison 2012, il remporte la première étape de la San Dimas Stage Race. Il est ainsi leader du classement général au début de l'épreuve, qui voit finalement la victoire de son coéquipier Andy Jacques-Maynes. Lors de la Redlands Bicycle Classic, il gagne le prologue puis le classement général. Cette victoire lui permet d'occuper un temps la première place du classement du National Racing Calendar (NRC). Il est ensuite dixième du Tour of the Gila, quatrième de la Cascade Classic et termine cinquième du NRC. En 2013, il rejoint l'équipe Bissell. Il gagne la McLane Pacific Classic, des étapes de la San Dimas Stage Race, de la Cascade Classic, et se classe deuxième du Tour of the Gila. Échappé solitaire lors du championnat des États-Unis, il n'est rattrapé que durant le dernier kilomètre. Une semaine après cette performance, l'équipe Garmin-Sharp, qui évolue dans le World Tour, annonce son recrutement pour la saison 2014.
Pour sa première course avec sa nouvelle équipe en 2014, il remporte la première étape du Tour de San Luis devant ses compagnons d'échappée en profitant de l'attentisme des équipes de sprinteurs et prend la tête du classement général. Il le perd lors du contre-la-montre de la cinquième étape au profit de Nairo Quintana, futur vainqueur de l'épreuve, mais s'accroche pour terminer à la deuxième place du général final.
Durant l'année 2015, il court sous les couleurs de l'équipe continentale américaine Optum-Kelly Benefit Strategies et remporte la troisième étape ainsi que le classement général de la Redlands Bicycle Classic. En fin de saison, il quitte cette formation et rejoint son ancien directeur sportif Jonathan Vaughters chez Cannondale. Il ne dispute qu'une course World Tour au cours de cette saison. En fin d'année, il n'est pas conservé par son équipe et met fin à sa carrière.

### Reconversion
Gaimon blogue régulièrement pour divers sites de cyclisme et s'est ainsi construit une grande base de fans. Son livre « Pro Cycling on $10 a Day: From Fat Kid to Euro Pro » (d'abord publié sous le titre « Road Rash and Ramen Noodles: True Tales of Pro Cycling on $10 Dollars a Day ») est publié en 2014. Il est salué par de nombreux critiques pour le style d'écriture et pour sa façon de proposer des solutions aux problèmes dans le cyclisme. Il dirige également son propre magasin de vélos. Il se décrit comme un « expert en biscuits », recommandant les meilleures boutiques de biscuits aux États-Unis sur son site Web  Phil the Thrill. C'est pourquoi il est surnommé également le « Cookie Monster ». Gaimon est cofondateur de Share the Damn Road, qui promeut une plus grande sécurité pour les cyclistes sur les routes publiques. Il porte également un tatouage où est écrit en vert « Clean », ce qui indique un vœu de ne jamais utiliser le dopage.
Dans son deuxième livre, « Draft Animals : Living The Pro Cycling Dream (once in a while) », il accuse l'ancien coureur suisse Fabian Cancellara d'avoir utilisé un vélo à moteur lors de certaines courses, ce qui amène l'UCI à déclencher une enquête.
Il est également l'auteur de « Ask a Pro: Deep Thoughts and Unreliable Advice from America's Foremost Cycling Sage », un recueil des questions et réponses de la tribune mensuelle qu'il a tenue dans VeloNews durant sa carrière professionnelle.

## Palmarès
- 2008
  - Mount Washington Hillclimb
- 2009
  - Mount Washington Hillclimb
  - 2e étape de la San Dimas Stage Race
  - 2e de la San Dimas Stage Race
- 2010
  - 2e du Tour de Taïwan
  - 2e du Tour de Toona
- 2012
  - 1re étape de la San Dimas Stage Race
  - Redlands Bicycle Classic :
    - Classement général
    - Prologue
- 2013
  - McLane Pacific Classic :
    - Classement général
    - 1re étape

  - 1re étape de la San Dimas Stage Race
  - 1re étape de la Cascade Cycling Classic
  - 2e du Tour of the Gila
- 2014
  - 1re étape du Tour de San Luis
  - 2e du Tour de San Luis
- 2015
  - Redlands Bicycle Classic :
    - Classement général
    - 3e étape
- 2017
  - Mount Washington Hillclimb

## Classements mondiaux
| Année            | 2007 | 2008 | 2009 | 2010 | 2011 | 2012 | 2013 |
| ---------------- | ---- | ---- | ---- | ---- | ---- | ---- | ---- |
| UCI America Tour | 296e | 387e |      |      | 252e |      | 87e  |
| UCI Asia Tour    |      |      |      | 76e  |      |      |      |